# Éder Sánchez
Pour les articles homonymes, voir Sánchez.
Éder Heraclio Sánchez Terán (né le 21 mai 1986 à Tlalnepantla de Baz, dans l'État de Mexico) est un athlète mexicain, spécialiste de la marche. Il remporte le Challenge mondial de marche en 2008.

## Carrière
En raison de la disqualification du marcheur classé devant lui (pour avoir eu une marche non régulière dans le stade et prendre ainsi la 2e place), il a été provisoirement 3e des Championnats du monde d'athlétisme 2007, avant que l'Espagnol soit requalifié après réclamation.
Le 15 août 2009, Éder Sánchez remporte la médaille d'argent du 20 km marche des Championnats du monde d'athlétisme 2009 de Berlin, établissant en 1 h 19 min 22 s son meilleur temps de l'année. Il est devancé par le Russe Valeriy Borchin (disqualifié en janvier 2015) et le Chinois Wang Hao.
L'IAAF annonce le 26 juillet 2017 qu'une cérémonie pour remettre sa médaille d'argent des mondiaux 2009 aura lieu le 13 août 2017 pendant les Championnats du monde de Londres.

## Meilleures performances
- 10 000 m marche : 4e en 41 min 01 s 64, WJ, Grosseto, 17 juillet 2004
- 5 km marche : 2e en 19 min 17 s, Grenade, 8 décembre 2006
- 10 km marche : 1er en 40 min 33 s, IAAF Challenge, Tijuana, 20 mars 2004
- 20 km marche : 11e en 1 h 19 min 02 s, AJR, IAAF Chall, Cixi, 23 avril 2005

## Palmarès
- 8e aux Championnats du monde d'athlétisme 2005
- 4e aux Championnats du monde d'athlétisme 2007

### Championnats du monde
- Championnats du monde d'athlétisme de 2009 à Berlin ( Allemagne)
  -  Médaille d'argent sur 20 km en 1h 19 min 22 s